# Jurassic World Rebirth
Jurassic World Rebirth is een Amerikaanse sciencefictionfilm uit 2025 geregisseerd door Gareth Edwards. De film is een opzichzelfstaand vervolg op de film Jurassic World Dominion uit 2022; daarmee is het de vierde Jurassic World-film en de zevende film in de Jurassic Park-franchise. De film ging op 17 juni 2025 in première.

## Verhaal
In 2010, vijf jaar voor de gebeurtenissen in Jurassic World, gebruikt InGen een laboratorium op het eiland Ile Saint-Hubert in de Atlantische Oceaan om transgenetisch gemuteerde dinosaurussen te creëren. Een van deze creaties, een misvormde zesledige tyrannosaurus, bijgenaamd "Distortus rex", ontsnapt uit de ontsluiting en veroorzaakt chaos, waardoor het personeel van de faciliteit gedwongen wordt het eiland te verlaten. Zeventien jaar later, in 2027, is het klimaat op Aarde onleefbaar geworden voor de dinosaurussen. Ze worden gedwongen om te verblijven in gebieden rond de evenaar, die het meeste lijken op het Mesozoïsche klimaat, waardoor deze gebieden gemarkeerd zijn als no-travel zones.
Martin Krebs, een leidinggevende bij het farmaceutische bedrijf ParkerGenix, werft Zora Bennett, een voormalig militair die vooral undercover opereert, om samen te werken met paleontoloog Dr. Henry Loomis aan een topgeheime missie om biomateriaalmonsters te verzamelen van de drie grootste prehistorische specimens, die de sleutel bevatten tot een nieuw geneesmiddel voor hartaandoeningen. In een bar in Suriname werft Zora haar oude vriend Duncan Kincaid aan om de expeditie te leiden. Hij brengt de bootsman LeClerc, huurling Nina en de hoofdbeveiliging Bobby Atwater mee.
Ze vertrekken naar Ile Saint-Hubert om monsters te verzamelen van de aquatische Mosasaurus, de terrestrische Titanosaurus en de vliegende Quetzalcoatlus. Ze volgen de Mosasaurus, die een gezin schipbreuk heeft laten lijden tijdens hun zeiltocht rond het eiland: Reuben Delgado, zijn dochters Teresa en Isabella, en Teresa's vriend Xavier. Ze redden het gezin en Zora slaagt erin een monster van de Mosasaurus te verzamelen. Echter, het beest keert terug met een groep Spinosaurussen en valt het schip aan, waardoor Bobby en Nina worden gedood. Martin voorkomt dat Teresa om hulp roept via de radio om de geheimhouding van de missie te beschermen, en weigert haar te helpen wanneer zij  overboord valt. De Delgados springen achter haar aan. Kincaid vaart richting het strand, waar het water niet diep genoeg is voor de Mosasaurus, waardoor het team op het eiland blijft steken. Zora informeert hen dat ze een reddingshelikopter heeft ingehuurd om over 24 uur rond het eiland te vliegen.
Het team slaagt erin om het tweede monster van de Titanosaurus te bemachtigen en het derde en laatste monster van een Quetzalcoatlusei, hoewel LeClerc wordt gedood nadat hij door een Quetzalcoatlus wordt opgegeten. Ondertussen zijn de Delgados ergens anders gestrand en zoeken ze naar nederzettingen. Ze komen verschillende dinosaurussen tegen, waaronder een Aquilops, die Isabella adopteert en Dolores noemt, een Dilophosaurus die zich tegoed doet aan een lijk van een Parasaurolophus, en een Tyrannosaurus rex, die de Delgados achtervolgt langs een rivier.
De twee groepen komen weer bij elkaar in het verlaten laboratorium, waar ze de helikopter willen opwachten, maar worden aangevallen door een groep gemuteerde Velociraptor/Pterosaurische-hybriden, die Mutadons worden genoemd. Martin steelt de monsters van Zora en probeert naar de helikopterlandingsbaan te vluchten. De helikopter arriveert terwijl Henry een vuurpijl aansteekt, maar de helikopter wordt vernietigd door de Distortus rex, die later Martin opeet. De overlevenden slagen erin een boot te vinden die via een ondergronds netwerk met de faciliteit verbonden is. Duncan leidt de Distortus rex af met een fakkel en komt later weer samen met de groep terwijl ze ontsnappen. Met de monsters in handen, stemmen Zora en Henry ermee in om de nieuwe medicatie te distribueren zonder een octrooi, waardoor het open source wordt voor de hele planeet.

## Rolverdeling
| acteur              | personage        |
| ------------------- | ---------------- |
| Scarlett Johansson  | Zora Bennett     |
| Mahershala Ali      | Duncan Kincaid   |
| Jonathan Bailey     | Dr. Henry Loomis |
| Rupert Friend       | Martin Krebs     |
| Manuel Garcia-Rulfo | Reuben Delgado   |
| Luna Blaise         | Teresa Delgado   |
| David Iacono        | Xavier Dobbs     |
| Audrina Miranda     | Isabella Delgado |
| Philippine Velge    | Nina             |
| Bechir Sylvain      | Leclerc          |
| Ed Skrein           | Bobby Atwater    |
| Lucy Thackeray      | helikopterpiloot |

## Dinosauriërs
Onderstaande dinosauriërs, pterosauriërs, zeereptielen en mutanten komen in de film voor:
- Ankylosaurus
- Anurognathus
- Apatosaurus
- Aquilops
- Brachiosaurus
- Compsognathus
- Dilophosaurus
- Distortus rex
- Mosasaurus
- Mutadon
- Parasaurolophus (als kadaver)
- Pteranodon
- Quetzalcoatlus
- Spinosaurus
- Titanosaurus
- Triceratops
- Tyrannosaurus rex
- Velociraptor

## Achtergrond
De film werd in januari 2024 aangekondigd. De film wordt geregisseerd door Gareth Edwards en geproduceerd door Frank Marshall en Patrick Crowley namens productiebedrijf The Kennedy/Marshall Company. Steven Spielberg, de regisseur van de Jurassic Park film uit 1993, is met zijn productiebedrijf Amblin Entertainment betrokken als uitvoerend producent. Het scenario van de film werd geschreven door David Koepp, die eerder ook de scenario's voor de films Jurassic Park in 1993 en The Lost World: Jurassic Park in 1997 verzorgde.
De opnames van de film ging op 13 juni 2024 van start en werden op 7 september 2024 afgerond. Opnames vonden onder meer plaats in Thailand, Malta en het Verenigd Koninkrijk. Drie weken na het afronden van de opnames, vonden er extra opnames plaats in New York, de Verenigde Staten. Hoofdrollen in de film zijn weggelegd voor onder anderen Scarlett Johansson, Mahershala Ali, Jonathan Bailey, Rupert Friend en Manuel Garcia-Rulfo.

## Release en ontvangst
Op 5 februari 2025 werd de eerste trailer van de film naar buiten gebracht. Jurassic World Rebirth ging op 17 juni 2025 in première in het Odeon Luxe Leicester Square in Londen, Engeland. De film werd door distributeur Universal Pictures op 2 juli 2025 in de Verenigde Staten in de bioscoop uitgebracht. Een dag later, op 3 juli 2025, werd de film in de Nederlandse bioscopen uitgebracht. De film werd door recensenten in het algemeen gemengd tot positief ontvangen. Op Rotten Tomatoes heeft de film een score van 51% op basis van 385 beoordelingen. Metacritic komt op een score van 52/100, gebaseerd op 51 beoordelingen.